# 儿茶酚氧化酶
儿茶酚氧化酶 （英語：Catechol oxidase）是一种铜（化学简称缩写：Cu）活性氧化酶。含有3型二价铜辅助因子，催化苯二酚氧化成醌，同时还原剂分子氧还原成水。 它存在于多种植物和真菌中，包括甘薯和茶树（印度茶叶）具有3型铜中心的金属酶的特点是能够在环境条件下可逆地结合氧气。 
在植物中，儿茶酚氧化酶在酶促褐变中起着关键作用，它在氧气存在的情况下催化儿茶酚氧化成邻醌，邻醌可迅速聚合形成黑色素，使受损水果呈现深褐色。

## 生物学功能

儿茶酚氧化酶催化的全反应：从两分子儿茶酚和一分子氧气生成两分子邻醌和两分子水

多酚氧化酶是二价铜金属酶的一个家族，包括酪氨酸酶和儿茶酚氧化酶。在植物中，这两种酶都能催化原二酚底物氧化成相应的原醌。 这两种相关酶的主要区别在于，酪氨酸酶可以催化羟基化单酚转化为二酚（单酚酶活性），也可以催化邻二酚氧化为邻醌（二酚酶活性），而儿茶酚氧化酶只具有二酚酶活性。
当植物组织受损时，叶绿体可能会破裂，将儿茶酚氧化酶释放到植物细胞质中，液泡也可能破裂，将储存的儿茶酚释放到细胞质中。 组织损伤也会使氧气渗入细胞。 因此，组织损伤有利于儿茶酚氧化酶与其底物相互作用，生成邻苯醌，邻苯醌可以非酶促地聚合生成黑色素，形成保护伤口的不溶性屏障。

## 蛋白加工处理
儿茶酚氧化酶是核编码的，其N端包含一个信号肽，引导蛋白质进入叶绿体的类囊体腔，在那里它可以是可溶的，也可以与类囊体膜松散地结合在一起。 儿茶酚氧化酶前体最初是作为前酶转录的，在进入类囊体内腔之前要经过两轮蛋白水解加工和运输。
利用[35S]蛋氨酸标记的前体蛋白，桑莫（Sommer）等人阐明了包括豌豆（Pisum sativum）、番茄（Lycopersicon esculentum）和玉米（Zea mays）在内的多种植物共有的蛋白水解加工途径。67kD的前体以三磷酸腺苷依赖的方式输入基质，基质肽酶将前体加工成质量为62千道尔顿的中间体。 这种中间体转位到类囊体内腔的过程依赖于光照，最终生成成熟的59千道尔顿酶。根据对从甜薯（Ipomoea batatas）中纯化出的前体和成熟儿茶酚氧化酶的分析，蛋白水解处理既去除了 N 端转运肽，也去除了覆盖酶活性位点的 C 端结构域。

## 酶的结构

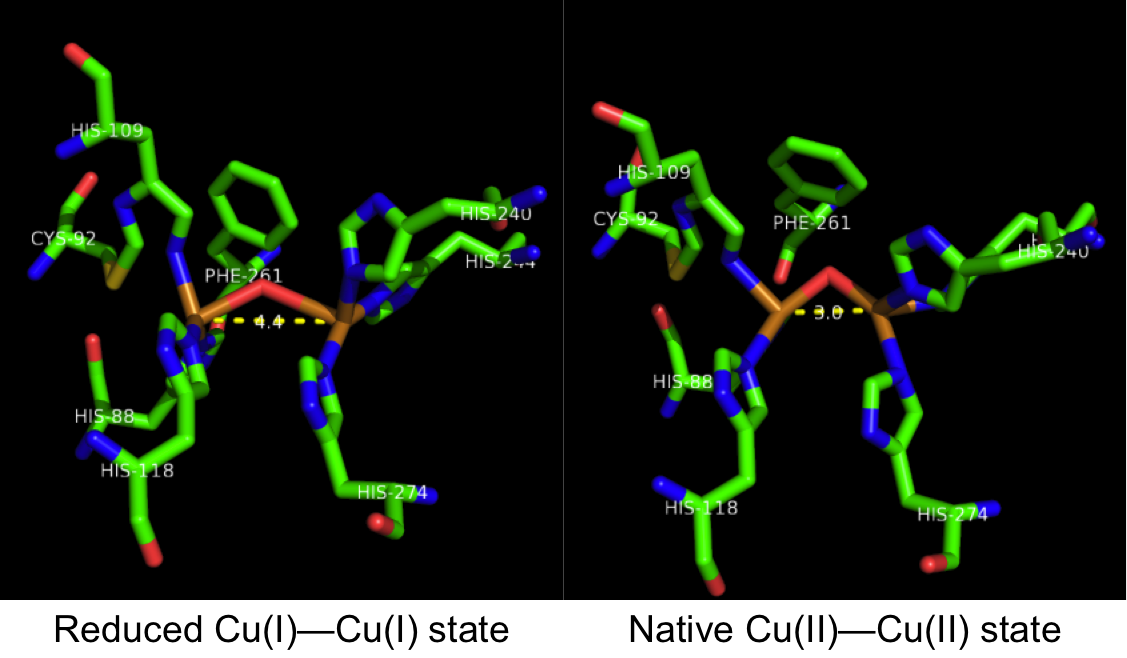
还原型Cu(I)-Cu(I)和原生型Cu(II)-Cu(II)儿茶酚氧化酶二价铜活性位点来自甜薯提取物晶体结构（PDB: 1BT1, 1BT2）

从甜薯中纯化的儿茶酚氧化酶的晶体结构被解析为氧化型Cu(II)-Cu(II)态和还原型Cu(I)-Cu(I)态的活性形式。它是一种球状单域单体酶，大小约为 55 x 45 x 45Å（一个Å单位为0.1纳米），呈椭圆形。 酶核心由四条α-螺旋束组成，它环绕着含有二铜中心的活性位点。 组氨酸（His）88位、His109和His118的咪唑侧链上的硝基与第一个催化铜离子配位，而His240、His244 和His274的咪唑侧链上的硝基与第二个催化铜离子配位。 在氧化的Cu(II)-Cu(II)状态下，每个铜离子都具有四坐标三叉金字塔几何结构，三个组氨酸残基和一个桥接氢氧分子构成了每个铜离子上的四个配体。 比较酶的还原Cu(I)-Cu(I)态和原生Cu(II)-Cu(II)态，主要区别在于两个铜中心之间的距离。 在氧化的Cu(II)-Cu(II)状态下，Cu-Cu之间的距离为3.3 Å，而在还原的Cu(I)-Cu(I)状态下，这一距离增加到4.4 Å。
虽然酪氨酸酶和儿茶酚氧化酶的活性位点都含有二铜中心，但每种酶各自结构的不同会导致其活性不同。 在儿茶酚氧化酶中，苯丙氨酸（Phe）侧链261位于其中一个铜中心上方，阻止底物与活性位点中的两个铜离子配位。 这就排除了酪氨酸酶所特有的、但儿茶酚氧化酶却不存在的二苯酚羟基化所需的双交配位复合物。此外，与其中一个铜中心结合的 His109位也通过硫醚桥与半胱氨酸（Cys）192位共价连接。这种半胱氨酸—组氨酸交联可能会进一步抑制酶的活性位点，使其无法形成酪氨酸酶中容易形成的双叉配位复合物。